# جيمس دبليو. دوز
جيمس دبليو. دوز (بالإنجليزية: James W. Dawes)‏ هو محامي وسياسي أمريكي، ولد في 8 يناير 1844 في مك كونيلسفيل في الولايات المتحدة، وتوفي في 8 أكتوبر 1918 في ميلواكي في الولايات المتحدة. نشط حزبياً في الحزب الجمهوري. وقد انتخب حاكم نبراسكا ‏.